# Куаутла (Морелос)
Куаутла (исп. Cuautla) — город и административный центр одноимённого муниципалитета в мексиканском штате Морелос. Численность населения, по данным переписи 2010 года, составила 154 358 человек.

## Общие сведения
Название Cuautla происходит из языка науатль и его можно перевести как: место, где много орлов.
Поселение было заложено задолго до прихода испанцев. В 1521 году город был завоёван конкистадорами.
Во время войны за независимость город находился в осаде с 19 февраля по 2 мая 1812 года.
Во время Мексиканской революции произошла битва при Куаутле. Он стал первым городом, который занял генерал Эмилиано Сапата.

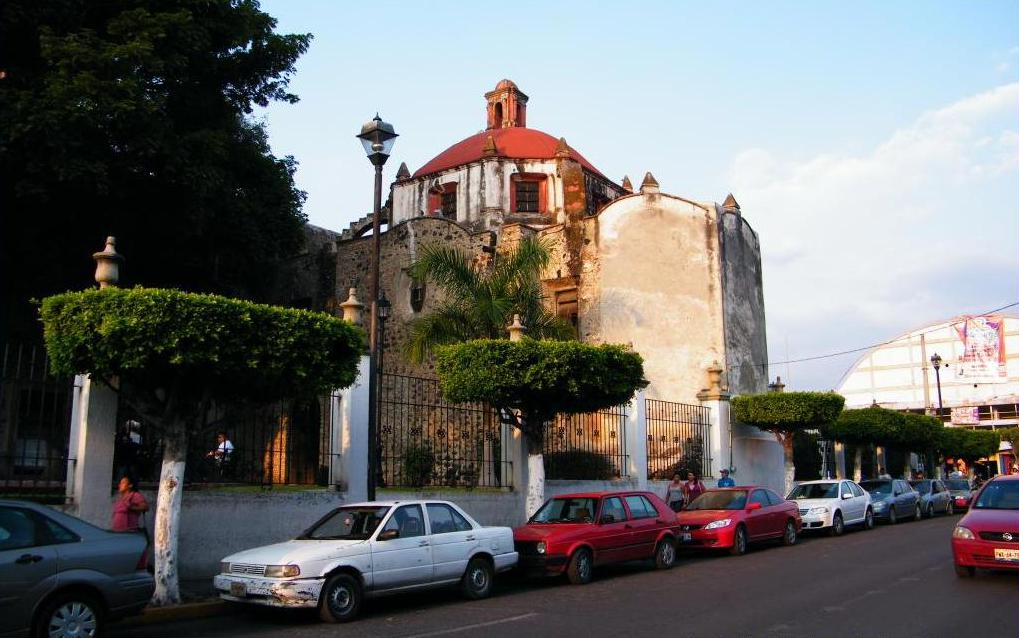
Церковь Святого Диего из Алькалы